# イランのメディア
イランのメディアは、私営のものも公営のものもあるが、いずれも検閲の下に置かれている。2016年現在、イランには、178紙の新聞、83誌の雑誌、15,000 の情報サイト、200万のブログがある。イスラム革命法廷には、印刷媒体を監視し、反宗教的内容や名誉毀損、国益を害する情報と出版したと陪審が判断すれば、出版を停止したり、新聞ないし雑誌の発行免許の取り消しをする権限が与えられている。
イランのメディアとしては、以下のようなものが挙げられる。
- イランの通信社（英語版）
- イランの新聞
- イランのブログ
- ペルシア語の雑誌
- ペルシア語のテレビ局（英語版） - イラン国内以外を含む

## 新聞・雑誌
イランの新聞はペルシア語で出版されているが、英語など他の言語による新聞も存在している。最も広く流通している部類の定期刊行物は、テヘランを拠点としている。人気の高い日刊紙や週刊紙には、『Iran』、『Ettelaat』、『Kayhan』、『ハムシャフリー (Hamshahri)』、『Resalat』などがある。『イラン・デイリー (Iran Daily)』や『テヘラン・タイムズ (Tehran Times)』は、英語の新聞である。イラン最大のメディア企業は、イラン・イスラム共和国放送 (IRIB) である。『フィナンシャル・トリビューン (Financial Tribune)』は、イランの経済についての英語による（オンライン）ジャーナルの大手である。「Iran Front Page ( IFP News )」は、英語のニュース・ウェブサイトで、イランのペルシア語メディアが報じたイラン発の最新ニュースや論評を英語で紹介している。

## 放送
外国からイランに向けて送られている放送も多数あり、その中には、イスラエル放送局のコル・イスラエル（イスラエルの声）やラジオ・フリー・ヨーロッパのラジオ・ファルダによるペルシア語放送も含まれているが、これらの放送は、しばしば対抗する妨害電波がかけられている。イラン政府は、国の規制から外れるような内容が放送されないよう、検閲に努めている。イラン国民の大多数、80％以上の人々は、国営メディアを通してニュースに接している。イランにおいては、私営の独立したメディアを創設することは規制ないし禁止されてきた経緯があり、国境なき記者団は、中東においてジャーナリストの投獄例が最多の国はイランであると宣言している。1979年のイラン・イスラーム共和国憲法は、放送はすべて政府所有でなければならないと定めており、1994年には衛星テレビの利用が禁止された。しかし、30％以上のイラン国民はケーブルテレビの衛星チャンネルを視聴している。

## 通信社
通信社には、パールス通信、タスニム・ニュース（Tasnim News Agency）などがある。

### 政府関係
- Ministry of Culture & Islamic Guidance Of Iran Official Website
- Ministry of Culture & Islamic Guidance Of Iran - Foreign Media Office Official Website - Get Iran Media & Press License

### 一般
- List of Persian (Iranian) media on the Internet via Gooya
- Gooyauk - Iranian media resources
- Iran Media - List of media sites and news agencies
- Jahani - List of Persian Satellite Channels
- “Iran Media Guide”. Tehran Bureau (2009年). 2018年11月22日閲覧。
- Get Iran Latest News - Financialtribune Newspaper
- Media Monitoring in Iran
- “Media Landscapes: Iran”, Medialandscapes.org (Netherlands: European Journalism Centre)
- イランとペルシア語のメディア - リンク集（東京外国語大学中東イスラーム研究教育プロジェクト）

### 動画
- Media in Iran - Part I Part II Part III - PressTV
- A Close Look at Iran's Media - PressTV
- Newspapers in Iran - PressTV (2011)
- 18th International Press Fair in Iran - PressTV (2011)
- Media war against Iran - PressTV (2012)